# Laijonjärvi
Laijonjärvi är en sjö i Finland. Den ligger i kommunen Posio i landskapet Lappland, i den norra delen av landet, 600 km norr om huvudstaden Helsingfors. Laijonjärvi ligger 236,7 meter över havet. Den är 0,89 meter djup. Arean är 62,9 hektar och strandlinjen är 6,11 kilometer lång. Sjön  ingår i Ijo älvs huvudavrinningsområde. 